# キンテーラ・デ・レイラード
キンテーラ・デ・レイラード（Quintela de Leirado）はスペイン、ガリシア州、オウレンセ県の自治体、コマルカ・ダ・テーラ・デ・セラノーバに属する。ガリシア統計局によると、2011年の人口は724人（2010年：751人、2009年：754人、2004年：831人）である。住民呼称はquintelán/-lá。
ガリシア語話者の自治体人口に占める割合は98.26％（2001年）。

## 地理
キンテーラ・デ・レイラードはオウレンセ県の西部に位置し、コマルカ・ダ・テーラ・デ・セラノーバに属する。北はポンテデーバ、ゴメセンデとラミラス、東はセラノーバとベレーア、西はパドレンダの各自治体と隣接、そして南はポルトガルと接する。自治体中心地区はレイラード教区のレイラード地区。
キンテーラ・デ・レイラードはセラノーバ司法管轄区に属す。

### 人口
人口は5つの教区の30の集落に分散している。
| キンテーラ・デ・レイラードの人口推移 1900－2010         |
|                                                         |
| 出典:INE（スペイン国立統計局）1900年 - 1991年、1996年 - |

## 政治
自治体首長はガリシア国民党（PPdeG）のホセ・アントーニオ・ペレス・コルテス（José Antonio Pérez Cortés）、自治体評議員はガリシア国民党:6、ガリシア社会党（PSdeG-PSOE）:1となっている（2011年5月22日の自治体選挙結果、得票順）。
| 1999年6月13日自治体選挙 |        |        |          |
| 政党                    | 得票数 | 得票率 | 獲得議席 |
| PPdeG                   | 548    | 77.51% | 7        |
| BNG                     | 80     | 11.32% | 1        |
| PSdeG-PSOE              | 77     | 10.89% | 1        |

| 2003年5月25日自治体選挙 |        |        |          |
| 政党                    | 得票数 | 得票率 | 獲得議席 |
| PPdeG                   | 471    | 71.69% | 6        |
| PSdeG-PSOE              | 155    | 23.59% | 1        |
| BNG                     | 30     | 4.57%  | 0        |

| 2007年5月27日自治体選挙 |        |        |          |
| 政党                    | 得票数 | 得票率 | 獲得議席 |
| PPdeG                   | 437    | 70.26% | 6        |
| PSdeG-PSOE              | 129    | 20.74% | 1        |
| BNG                     | 52     | 8.36%  | 0        |

| 2011年5月22日自治体選挙 |        |        |          |
| 政党                    | 得票数 | 得票率 | 獲得議席 |
| PPdeG                   | 427    | 80.87% | 6        |
| PSdeG-PSOE              | 66     | 12.50% | 1        |
| BNG                     | 35     | 6.63%  | 0        |

## 教区
キンテーラ・デ・レイラードは5の教区に分けられる。太字は自治体中心地区のある教区。
- レイラード（サン・ペドロ）
- モシーニョス（サンタ・マリーア）
- キンテーラ・デ・レイラード（サン・パウロ）
- レデムイーニョス（サン・サルバドール）
- シャセバンス（サンティアーゴ）